# 嫁ヶ島

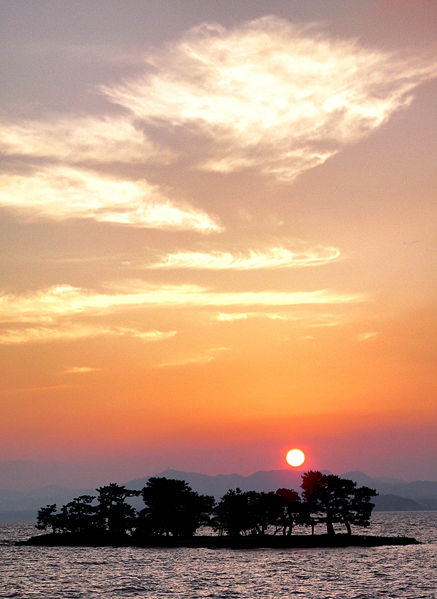
嫁ヶ島の落日

嫁ヶ島（よめがしま）は、島根県松江市嫁島町の西約200メートルに位置する宍道湖唯一の島。全長110メートル、幅約30メートル、周囲240メートル。約1200万年前に噴出した玄武岩の溶岩から成る。無人島。嫁ヶ島と袖師地蔵の美しい夕焼けは日本夕日百選に選定されている。この地蔵はこの近辺で戦後近くに住む子どもたちや漁民の水難事故が多発していたためその霊を慰めるために建立されたもの。

## 概要
島には弁財天を祀る竹生島神社の祠（1611年に堀尾忠晴が祭った）と鳥居（1907年に琵琶湖疏水設計者の田辺朔朗が寄進）があり、周囲には松が植わっている。1935年に松江出身の若槻礼次郎が数本の松しかなかった島に20本の松の苗を植樹した。消波ブロックとして、如泥石（松江藩の名工・小林如泥が考案したとされる円柱形の来待石）で島の周囲が固められている。
島の名は伝説（嫁ヶ島伝説）によるが、この伝説には姑にいじめられた嫁が湖で水死した際に水神が浮き上がらせたとする伝説などいくつかの悲しい伝説が残されている。
『出雲国風土記』意宇郡条においては「蚊島」と表記されている。当時は周囲が約110メートル と今の半分ほどの大きさで、島の中央には径7–8センチメートル ばかりの木が一本生え、礒には貝や海草が見られたとある。
湖岸には島に向かって2体の地蔵（袖師地蔵と石灰地蔵）が立っている。
夕陽スポットとして知られており、1951年に宍道湖十景に、2003年に宍道湖水辺八景に選定されている。「日本夕日100選」にも登録されている。
松江水郷祭湖上花火大会の際には島近くの台船から花火の打ち上げが行われる。
年に数回、湖岸から張られたロープを伝って島まで渡るイベント「歩いて渡る嫁ヶ島」が開かれる。湖岸から島まで220メートル程度しか離れていないうえ水深も最大130–140センチメートルと浅く、子供も多く参加する。島に続く東側の湖底には周囲より少し高くなった水中参道があるが、江戸時代初期までは対岸の袖師に連続した玄武岩の岬があり、松江城築造に伴う石材として掘削され岬がなくなったと伝えられていることから玄武岩の掘削跡による浅瀬である可能性もある。

## 風光美
松江城創建者の堀尾吉晴が天守閣からの眺めに感動して嫁ヶ島を「湖中の一勝地なり」と評したのをはじめ、水郷松江のシンボルとして文豪・小泉八雲をはじめ多くの人々に愛されてきた。松江市都市計画部都市景観課職員によると、松江城から嫁ヶ島を眺める線上には高い建物を建ててはならないという不文律があるという。2007年（平成19年）には松江市景観条例が制定された。
大正初期に如泥石が防波堤として置かれた際には恒藤恭が新聞紙上で「この湖の礼儀にかなわぬ無作法漢」、「4、5 本の松が小さな祠を護り、白い砂浜のはてに青葦が波に揺れる様こそ趣があった」、「やさしい島の面影が滅びてしまった」と批判。芥川龍之介も、「松江印象記」のなかで宍道湖の美しい景観を壊すものとして如泥石の防波堤を批判した。
作家の丸谷才一も嫁ヶ島越しに見る宍道湖の落日美を「純粋に審美的な風景美」と評し、山崎正和も国内でも稀な「眺めるためにだけある島」であることを指摘し、吉田兼好の言葉を借りて「田舎の人はそばに行って手で触ったり足で踏んだりしないと納得しないが、その意味において都会的センスのある島」と述べ、丸谷、山崎両者ともに松江が洗練された趣味の町である証しとして、人があまり近づかなかった当時の嫁ヶ島の在り方を高く評価した。
宍道湖観光遊覧船の「はくちょう」の遊覧コースとなっている。

## 画像

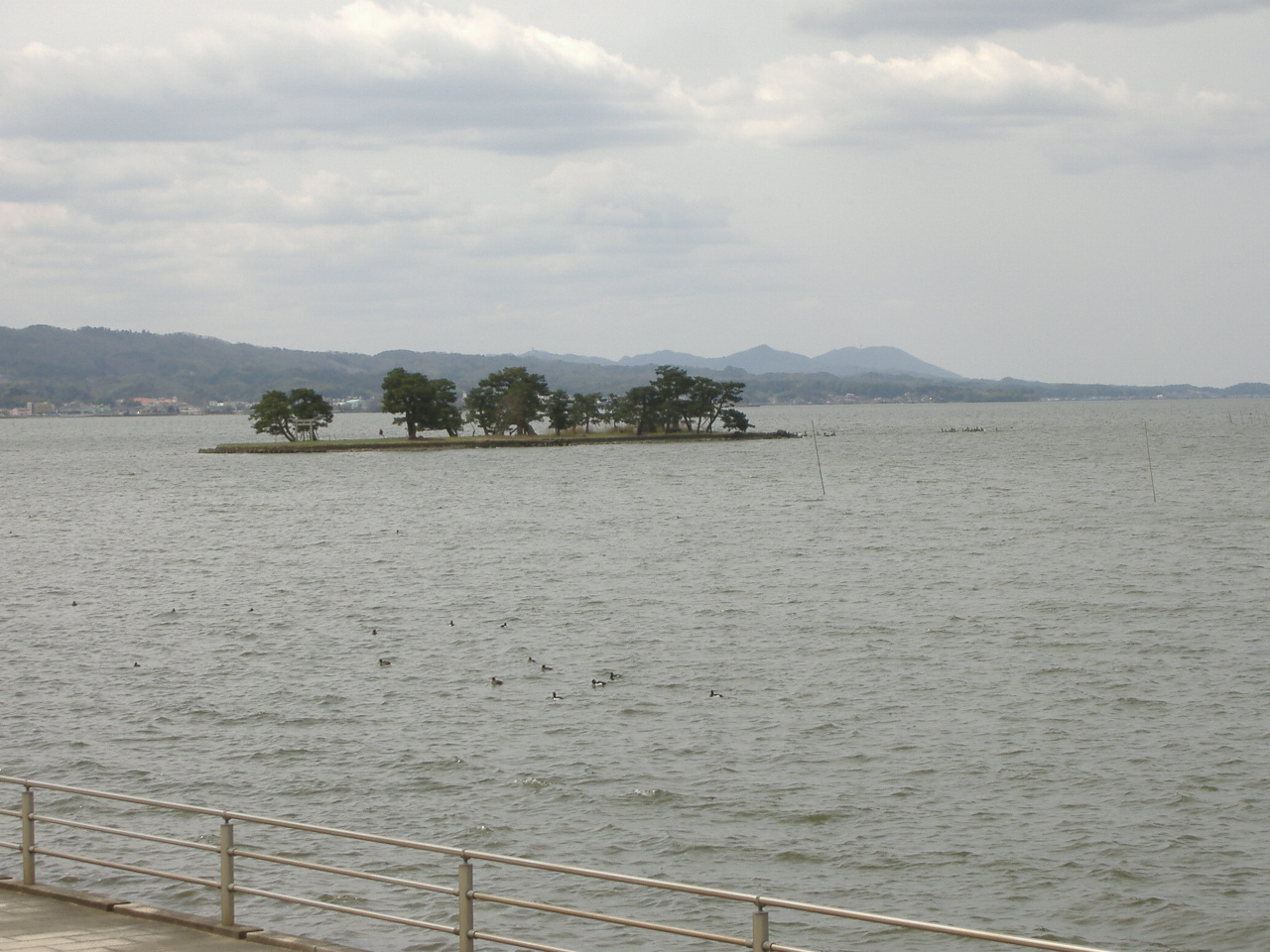
嫁ヶ島。
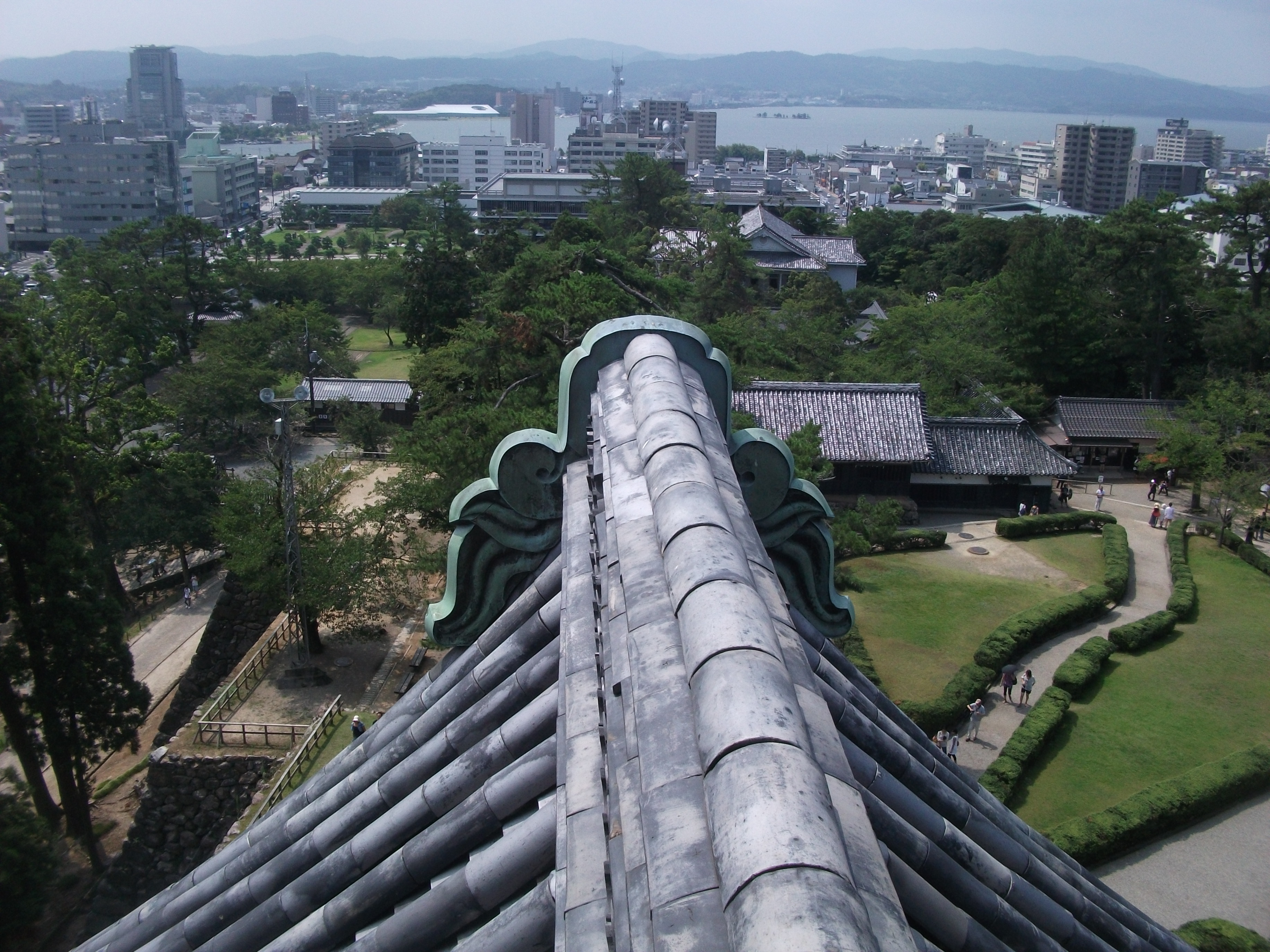
松江城から望む宍道湖と嫁ヶ島。
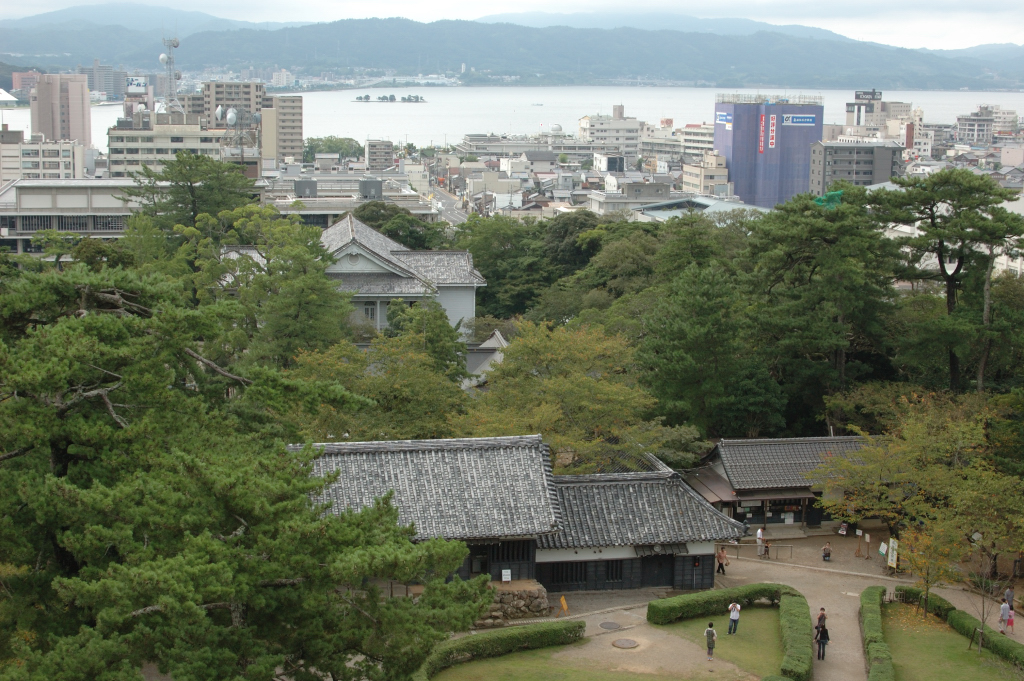
松江城から望む宍道湖と嫁ヶ島。
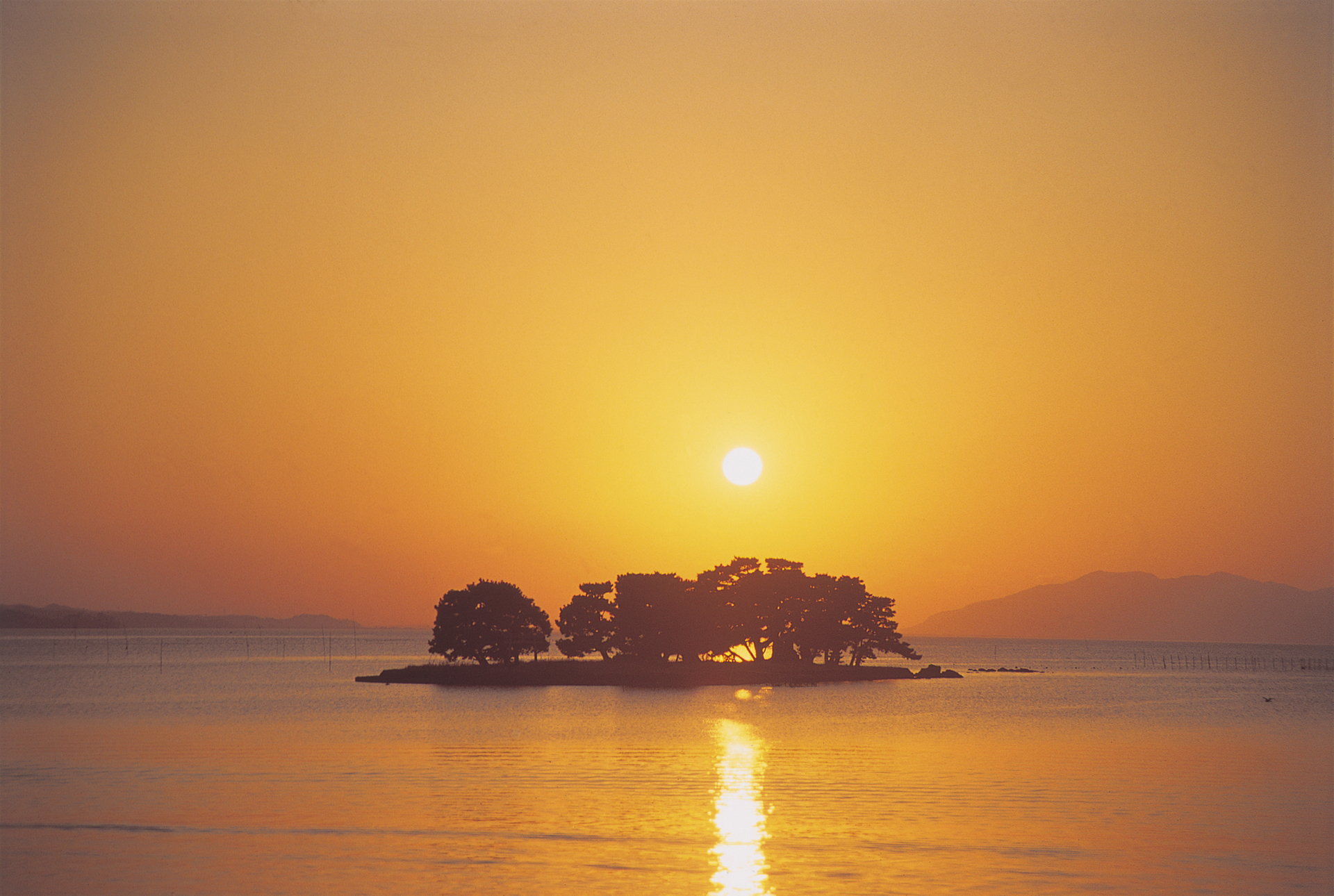
嫁ヶ島の残照
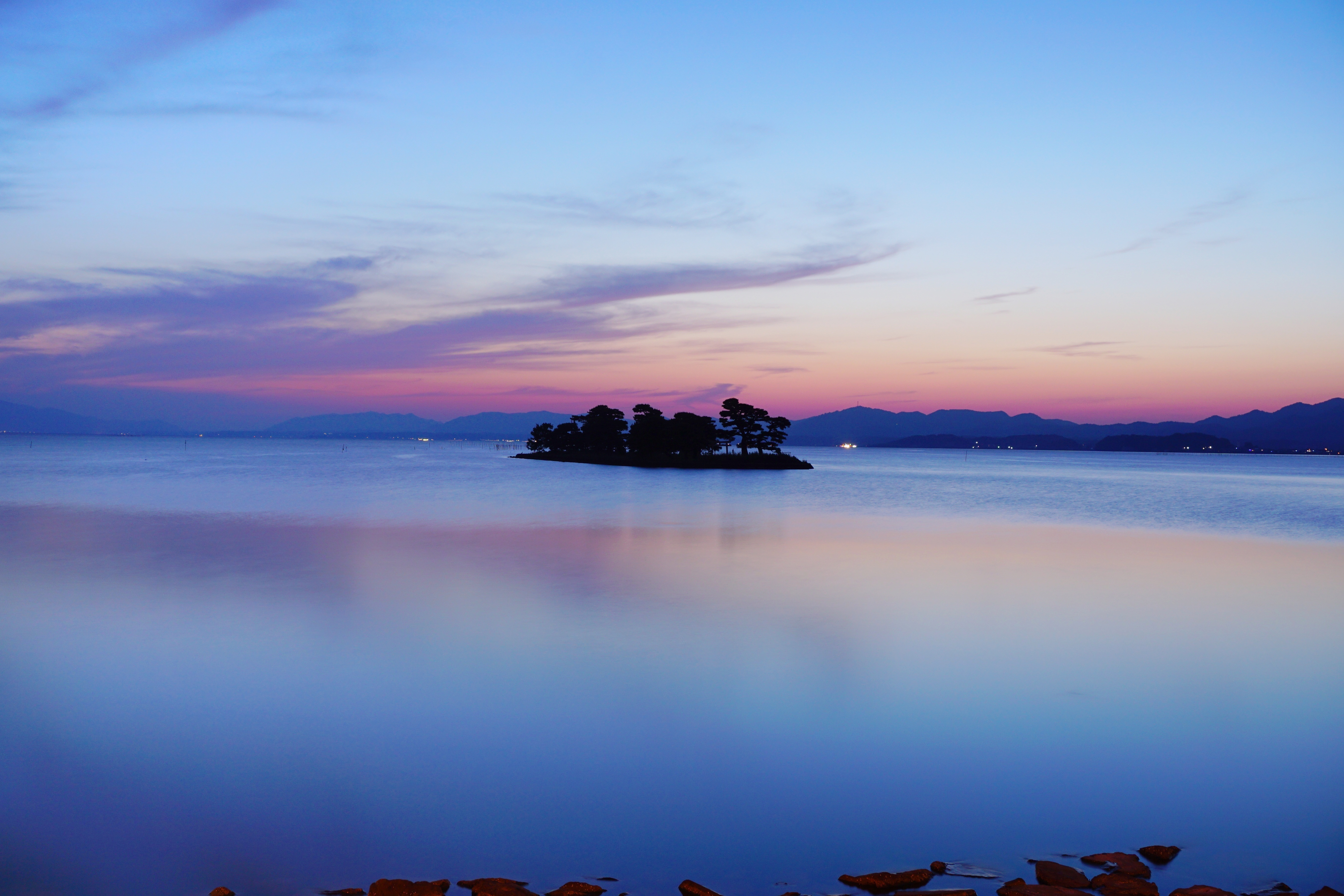
宍道湖の夕景

## 交通アクセス
- 嫁ヶ島
  - 国道9号
  - （鉄道）山陰本線乃木駅より徒歩20分。やくも号などの特急列車は停車しない。
  - （路線バス）①山陰本線松江駅あるいは一畑電車松江しんじ湖温泉駅より一畑バス玉造温泉・大東方面に乗車し、「浜乃木嫁灘中」停留所で下車。②山陰本線松江駅より松江市営バスの南循環線に乗車し、「袖師町西」停留所で下車。夕方に限り、ぐるっと松江レイクライン（松江市営バス）が運行される。
- 宍道湖観光遊覧船「はくちょう」乗船場
  - 山陰本線松江駅